# 東京・山梨連続リンチ殺人事件
東京・山梨連続リンチ殺人事件（とうきょう・やまなし れんぞくリンチさつじんじけん）は、2003年（平成15年）5月から同年9月にかけて、東京都新宿区と山梨県北都留郡丹波山村で発生した殺人・死体遺棄・死体損壊事件。

## 概要
犯行グループは男女11人だがうち男9人は以前からクレジットカードを使った振り込め詐欺を繰り返していた。
2003年9月頃から元飲食店経営者Aを含む数人を埼玉県戸田市のアパートに監禁し、9月19日に山梨県北都留郡丹波山村親川地区にて、Aの交際相手であった当時19歳の少女にAの首を絞めさせ、更に主犯の男とその共犯者たちも同じく首を絞め、Aの首にロープを巻き付け綱引きをするように引っ張るなどして殺害した。またAをいったん解放した後に、殺害したことが判明している。当時17歳の少女はこの殺害には関与はしていなかったが、主犯の男より死体遺棄に無理やり加担させられた。
2003年10月4日に東京都西多摩郡奥多摩町の町道で人の右腕が落ちているのを猟友会のメンバーが発見した。司法解剖の結果、身元はAと判明した。

### 容疑者の逮捕と新事実の発覚
その後、2004年（平成16年）1月8日までに未成年者2人を含む男女8人がAに対する逮捕監禁容疑で逮捕された。後に殺人・死体遺棄・死体損壊容疑で再逮捕されている。その後、容疑者らの供述により小菅村で白骨化したAの頭蓋骨が発見された。但し、後述の南アフリカに逃亡した男3人以外は無理やり犯行に加担させられていた。
また8人のうち数人が別の事件に関与した疑いが強まり、追及したところ、別の男性に暴行を加えて死亡させ、死体を埼玉県秩父郡長瀞町に遺棄したとも供述した。1月12日に長瀞町の山中を捜索したところ、人の胴体が発見された。身元は元スナック店経営者Bと判明。Bは、2003年5月27日に新宿区歌舞伎町から行方がわからなくなり、家族が捜索願を出していた。その後の捜査で5月27日に犯行グループらがBを歌舞伎町のホテルで暴行して死亡させ、翌日、長瀞町に遺体を遺棄していたことがわかった。

### 国際手配
Aの事件について、共犯者の残りの3人がすでに南アフリカ共和国へ逃亡しており、国際刑事警察機構を通じて国際手配された。2004年4月12日に警視庁は主犯格の男を含む逃亡中の3人に対し、逮捕状を取り、Bに対する殺人・死体遺棄・死体損壊容疑で指名手配した。3人のうち2人はAの事件でも国際手配されている。
Aに対する殺人罪等で国際手配されていた3人のうち1人は、2004年6月4日にクレジットカード不正利用でアメリカハワイ州の刑務所に服役していたが、刑期を終えたために、警視庁がアメリカ政府に身柄の引き渡しを求め、アメリカ政府がそれに応じ、日本に強制送還され、その後逮捕された。
2011年（平成23年）11月1日、警視庁はAの殺害容疑で国際手配されていた事件当時19歳だった少女を逮捕した。少女は、逃亡先の南アフリカ共和国から、知人を通じて出頭するために帰国する意向を告げ、成田空港で身柄を拘束された。同年11月23日に少女は共謀や殺意の面で立証が困難として、嫌疑不十分で不起訴処分となり釈放された。
2020年（令和2年）8月下旬、南アフリカに逃亡していたうちの別の1人が南アフリカの日本大使館に出頭し「日本に帰りたい。金がなくなり逃げられなくなった。奥多摩の事件は自分がやった」と話し、9月3日日本に帰国し成田空港でPCR検査を受けた後に逮捕された。
3人のうちリーダー格とされる最後の一人については、2016年（平成28年）12月頃に南アフリカの海岸で木から首をつって死亡しているのが発見されており、自殺と見られている。なお、2022年7月24日に指紋が照合されたため、警視庁の捜査員が南アフリカに派遣され、遺体が被疑者のものと矛盾はないという結果が出た。同年10月3日、警視庁は、容疑者死亡のまま書類送検し、この事件の捜査を終結したと発表した。

### 判決
2004年9月15日に東京地裁（合田悦三裁判長）は2人の被告にそれぞれ懲役14年・懲役12年の判決を言い渡した。
2006年（平成18年）3月7日に東京地裁（合田悦三裁判長）は、事件当時17歳の少女に対し、懲役3年・執行猶予5年の有罪判決を言い渡した。その後少女が控訴したが、2007年8月に東京高裁は、前述の判決を支持し、懲役3年・執行猶予5年の有罪判決を言い渡した。
2023年（令和5年）3月7日に東京地裁（浅香竜太裁判長）は、南アフリカに逃亡していたうちの1人に対し懲役13年の判決を言い渡した。被告が被害者の殺害に直接加担したとは認められないとする一方、主犯格の男らと殺害の意思自体は通じ合っており、殺人罪の共謀が成立すると認定した。
2024年（令和6年）5月9日、東京高裁は一審判決を支持し被告側の控訴を棄却した。検察側、弁護側双方が期日までに上告しなかったため、同月24日にこの判決が確定した。